# Албания в Первой мировой войне
Албания во время Первой мировой войны была независимым государством, получившим свою независимость от Османской империи 28 ноября 1912 года после Первой Балканской войны. Она была признана Великими державами, как княжество Албания. Будучи нестабильной новой страной, она быстро развалилась, и всего через несколько месяцев после прихода к власти её правитель, немецкий аристократ, принц Вильгельм Вид, был вынужден бежать. После начала Первой мировой войны в стране воцарилась анархия, поскольку племена и регионы восстали против центрального правления. Чтобы защитить греческое меньшинство, с октября 1914 года в южных районах был установлен греческий контроль, заменивший Автономную Республику Северного Эпира. В ответ на это Италия, будучи официально нейтральной, также направила войска в порт Влёра, в то время как Сербия и Черногория взяли под контроль северные регионы. В 1915 году Сербия была захвачена объединенными немецкими, австро-венгерскими и болгарскими войсками. Сербская армия отступила через горные перевалы северной Албании к Адриатике. Итальянские войска вытеснили греков из южной Албании и взяли под свой контроль почти всю албанскую территорию. Австро-венгерские войска вторглись в Албанию в июне 1916 года и оставались там до конца войны, когда многонациональные силы союзников прорвались и вытеснили их в 1918 году.

## Предыстория
Албания была страной, созданной всего за несколько лет до Первой мировой войны. После Балканских войн Сербия, Черногория и Греция оккупировали и претендовали на части Албании. Было решено, что Вильгельм Вид, немецкий принц, станет правителем нового княжества Албания. Княжество Албания при Вильгельме Виде было создано 21 февраля 1914 года, и принц прибыл в Албанию в свою временную столицу Дуррес 7 марта 1914 года вместе с королевской семьей. Безопасность Албании должна была обеспечивать жандармерия под командованием голландских офицеров. Внутри Албании его звали король Вильгельм; за пределами Албании — принц Вильгельм.
Южная часть страны, Северный Эпир, где проживало многочисленное греческое население, была недовольна тем, что стала частью Албании, и когда греческие солдаты ушли, она восстала против Вильгельма. Под давлением Великих держав греки отказались от требований независимости, и переговоры были проведены на острове Корфу, где 17 мая 1914 года представители Албании и Эпира подписали соглашение, известное как Корфский протокол. Согласно его условиям Северный Эпир получил полное автономное существование под номинальным албанским суверенитетом принца Вильгельма. Соглашение о Протоколе было ратифицировано представителями Великих держав в Афинах 18 июня и правительством Албании 23 июня.

## Первая мировая война
Всего через месяц после подписания албанцами Корфского протокола 23 июня 1914 года в Европе разразилась Первая мировая война. Официально начавшаяся 28 июля 1914 года война повергла Албанию в смятение.

### Восстание и отъезд Вильгельма
Через месяц после вступления на престол 7 марта князь Вильгельм прибыл в свою временную столицу Дуррес и приступил к организации своего правительства, назначив Турхана-пашу Пермети для формирования первого албанского кабинета министров. Мусульманское восстание в центральной Албании стало одним из факторов, приведших к уходу принца из страны и падению так называемого шестимесячного королевства накануне Первой мировой войны. В этом первом кабинете доминировали представители знати (князь Эссад-паша Топтани, министр обороны и иностранных дел, князь Гако Адамиди, министр финансов, и князь Азиз-паша Вриони, министр сельского хозяйства).
Его недолгое правление оказалось бурным. Сразу же после его прибытия в центральной Албании вспыхнули восстания мусульман против его главного министра Эссад-паши и против иностранного господства. Тем временем Греция призвала к формированию «временного правительства Северного Эпира» в южной части страны. Хотя было заключено соглашение о предоставлении дополнительных прав греческому меньшинству, греческая армия оккупировала Южную Албанию, за исключением Берата и Корчи. Положение Вильгельма также было подорвано его собственными чиновниками, в частности самим Эссад-пашой, который принимал деньги из Италии для финансирования восстания и организации переворота против Вильгельма. Эссад-паша был арестован 19 мая 1914 года, осужден за государственную измену и приговорен к смертной казни. Только вмешательство Италии спасло ему жизнь, и он бежал в Италию в изгнание. Начало Первой мировой войны создало еще больше проблем для Вильгельма, поскольку Австро-Венгрия потребовала, чтобы он послал албанских солдат сражаться бок о бок с ними. Когда он отказался, сославшись на нейтралитет Албании в Лондонском договоре, он перестал получать вознаграждение. Различные племенные вожди и самозваные военачальники взяли под свой контроль центральную и северную Албанию. На греческом юге Албании местные лидеры отказались от Протокола Корфу и захватили контроль. Князь Вильгельм покинул страну 3 сентября 1914 года.

### Греческая оккупация Северного Эпира (октябрь 1914 года)

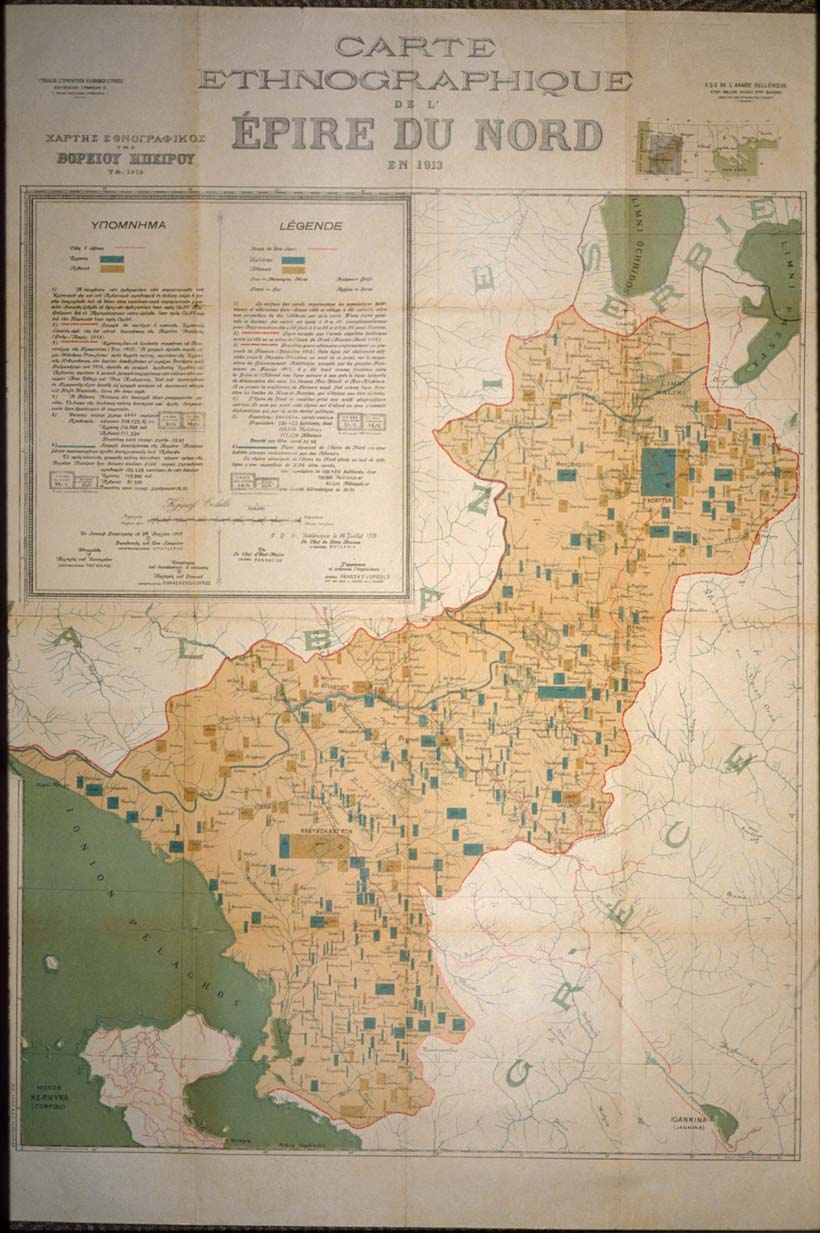
Карта Северного Эпира

Спорадические вооруженные конфликты продолжали происходить, несмотря на ратификацию Протокола Корфу, и 3 сентября 1914 года принц Вильгельм покинул страну. В последующие дни подразделение греков эпиротов предприняло нападение на албанский гарнизон в Берате без одобрения временного правительства, сумев захватить его цитадель на несколько дней, в то время как албанские войска, лояльные Эссад-паше, начали небольшие вооруженные операции. Эти события обеспокоили премьер-министра Греции Элефтериоса Венизелоса, а также возможность того, что нестабильная ситуация может распространиться за пределы Албании, спровоцировав более широкий конфликт. 27 октября 1914 года, после получения одобрения Великих держав, пятый армейский корпус греческой армии во второй раз вошел в этот район. Временное правительство Северного Эпира официально прекратило свое существование, заявив, что оно достигло своих целей. Греческие войска пересекли южную албанскую границу в конце октября 1914 года, вновь оккупировав южную Албанию (за исключением Влёры) и установив военную администрацию к 27 октября 1914 года. Итальянцы были недовольны греческой оккупацией и послали итальянских морских пехотинцев занять Влёру. 31 октября итальянцы захватили стратегический остров Сазани. В декабре Италия подтвердила, что Албания сохранит нейтралитет, как было заявлено на Лондонской конференции, и что итальянские «синие куртки» были высажены в Авлоне с этой целью.

### Отступление сербов и австрийская оккупация (зима 1915 года)
По мере того, как в Северной Албании росла анархия, а греки продвигались на Юг, Италия направила свои войска для оккупации Влёры, в то время как Сербия и Черногория оккупировали части северной Албании. Успешные оборонительные действия во время Сербской кампании Первой мировой войны удерживали Центральные державы подальше от Албании до 1915 года. Болгарию уговорили вступить в войну на стороне Центральных держав, и австро-венгры и немцы начали свое наступление на Сербию 7 октября, в то время как 14 октября 1915 года болгарская армия атаковала с двух направлений, приведя сербские армии в замешательство.
После нападений со стороны Болгарии и Австрии командующий сербской армией Радомир Путник отдал приказ о полном отступлении на юг и запад через Черногорию и Албанию. Погода была ужасной, дороги плохими, и армии пришлось помогать десяткам тысяч мирных жителей, которые отступали вместе с ними, почти не имея припасов и продовольствия. Но плохая погода и плохие дороги также сыграли на руку беженцам, поскольку силы Центральных держав не смогли оказать на них достаточно сильного давления, и поэтому они избежали захвата. Однако многие из бежавших солдат и гражданских лиц не добрались до побережья — они погибли от голода, болезней, нападений вражеских войск и албанских племенных банд. Обстоятельства отступления были катастрофическими, и только около 155 000 сербов, в основном солдат, достигли побережья Адриатического моря и сели на итальянские транспортные суда, которые доставили армию на различные греческие острова (многие на Корфу), прежде чем их отправили в Салоники. Эвакуация сербской армии из Албании была завершена 10 февраля 1916 года. Вслед за сербами пришли войска Австро-Венгрии и Болгарии. Они оккупировали большую часть Албании до Вардарского наступления в сентябре 1918 года.

### Австро-венгерская оккупация Албании (1916—1918)

Оккупация Албании в 1916 году

Большая часть Албании была оккупирована Австро-Венгрией. Албания считалась «Дружественной Оккупированной Страной». Австро-венгры оставили местную администрацию на месте, сформировали албанскую жандармерию и открыли школы. Развитию правильного албанского языка и орфографии способствовали, чтобы уменьшить итальянское влияние. Они также построили дороги и другую инфраструктуру. Менее популярной была их попытка конфисковать оружие, которое постоянно находилось среди гражданского населения. Тем не менее, несколько тысяч албанцев сражались на стороне австро-венгров против союзников, в том числе, когда итальянская армия высадилась в Дурресе.
В Шкодере была создана военная администрация.
Австро-венгерскими военачальниками были:
- Герман Кёвесс фон Кёвессгаза (февраль 1916 — март 1916), командующий 3-й армией;
- Игнац Тролльман (март 1916 — октябрь 1917), командир XIX корпуса
- Людвиг Кеннен-Горак (октябрь 1917 — июль 1918), командир XIX корпуса
- Карл фон Пфланцер-Бальтин (июль 1918 – октябрь 1918), командующий группой армий «Албания»[16].

Гражданским администратором был Август Риттер фон Краль.

### Болгарская оккупация Албании (1916—1917)
10 декабря 1915 года болгарская армия форсировала реку Дрин, вошла в Албанию и атаковала позиции отступающей сербской армии. Сначала болгарская армия продвинулась в долину реки Мат, угрожая захватить Шкодру и Лежу.
Существовало соперничество между Королевством Болгария и Австро-Венгрией в установлении своего влияния в Албании. Пытаясь установить свое влияние в Албании, Болгария позволила Ахмеду Зогу создать свою администрацию в Эльбасане и поддержала его в его попытках возродить поддержку режима Вильгельма Вида. Вторжение Австро-Венгрии и Королевства Болгарии и отсутствие поддержки со стороны Королевства Сербии и Италии вынудили Эссад-пашу Топтани покинуть провозглашенную им Республику Центральной Албании 24 февраля 1916 года, когда он снова объявил войну Австро-Венгрии.
В сентябре 1917 года французские войска под командованием генерала Мориса Саррайя предприняли акцию против армий Австро-Венгрии и Болгарии в Албании. Хотя к армиям Болгарии и Австро-Венгрии присоединились албанцы во главе с Хисейном Николицей, французские войска захватили Поградец, положив конец болгарской оккупации Албании.

### Протекторат Франции и Италии над Южной Албанией (осень 1916 года)
В мае 1916 года итальянский XVI корпус численностью около 100 000 человек под командованием генерала Сеттимио Пьячентини вернулся и оккупировал регион южной Албании к осени 1916 года, в то время как французская армия заняла Корчу и ее окрестности 29 ноября 1916 года. Итальянские (в Гирокастре) и французские войска (в Корче), в основном в соответствии с развитием Балканского фронта, вошли в район бывшей Автономной Республики Северный Эпир (контролируемой греческим меньшинством) осенью 1916 года, после одобрения Антанты.
10 декабря 1916 года французскими властями была создана Автономная албанская республика Корча на основании протокола, согласно которому автономная провинция будет создана на территориях Корча, Билишти, Колонья, Опар и Гора в восточной части Албании.
12 декабря 1916 года Италия через своего посла потребовала объяснений у Набережной Орсе, поскольку создание Автономной Албанской Республики Корча нарушило Лондонский договор. Австро-Венгрия использовала французский прецедент в Корче, чтобы оправдать провозглашение независимости Албании под ее протекторатом 3 января 1917 года в Шкодре.
Италия сделала то же самое, провозгласив независимость Албании под своим протекторатом 23 июня 1917 года в Гирокастре. Генерал Джачинто Ферреро провозгласил в тот день итальянский протекторат, а в следующие недели вошел в Грецию и оккупировал Янину. Ни с Великобританией, ни с Францией заранее не проводились консультации, и они не признали Итальянский протекторат. Эта албанская республика под руководством Турхана Пермети, защищаемая 100 000 солдатами итальянской армии, официально приняла красный флаг с черным орлом посередине, но вызвала бурю протестов даже в итальянском парламенте.
Осенью 1918 года итальянцы расширили свой протекторат (официально ничего не добавив к Албании) на районы северной Греции (вокруг Кастории) и западной Македонии (вокруг Битолы), отвоеванные у болгар и османов. 25 сентября итальянская 35-я дивизия достигла и заняла Крушево в глубине западной Македонии.

### Македонский фронт (1916—1918)

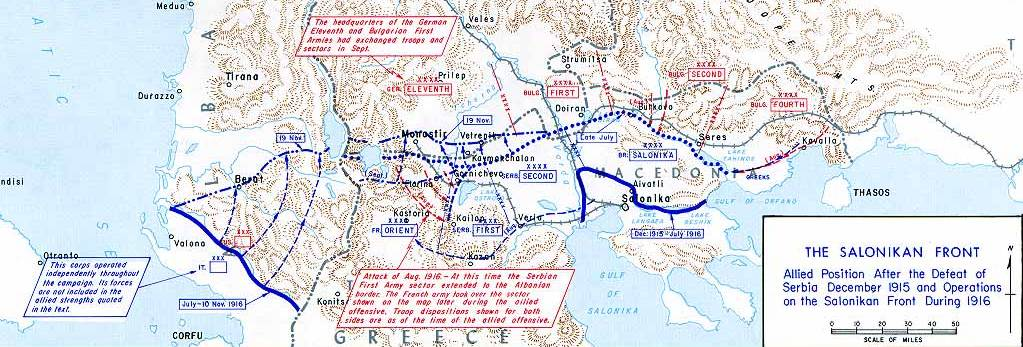
Передвижение солдат на Македонском фронте

Македонский фронт, также известный как Салоникский фронт, Первой мировой войны был сформирован в результате попытки союзников оказать помощь Сербии. Союзники смогли перебросить сербскую армию с Корфу в районы Греции и Албании, где в конечном итоге был создан стабильный фронт, простиравшийся от албанского побережья Адриатического моря до реки Струма, противопоставив многонациональные силы союзников болгарской армии, которая в разное время подкреплялась небольшими подразделениями из оставшихся центральных держав. Македонский фронт оставался довольно стабильным, несмотря на локальные действия, вплоть до великого наступления союзников в сентябре 1918 года.
В сентябре 1918 года войска Антанты наконец прорвали линию обороны Центральных держав к северу от Салоник, и через несколько дней австро-венгерские войска начали выводиться из Албании. 2 октября 1918 года город Дуррес был обстрелян по приказу Луи-Феликс-Мари-Франсуа Франше д´Эспере во время битвы при Дураццо. По словам д'Эспери, порт Дуррес послужил бы для эвакуации болгарской и немецкой армий, участвовавших в Первой мировой войне, если бы не был разрушен. Когда война закончилась, 11 ноября 1918 года, итальянская армия оккупировала большую часть Албании, Сербия удерживала большую часть северных гор страны, Греция оккупировала клочок земли в границах Албании 1913 года, а французские войска оккупировали Корчу и Шкодер, а также другие регионы со значительным албанским населением.
В соответствии с секретным Лондонским договором, подписанным в апреле 1915 года, державы Антанты пообещали Италии, что она получит Влёру и близлежащие земли, а также протекторат над Албанией в обмен на вступление в войну против Австро-Венгрии. Сербии и Черногории была обещана большая часть северной Албании, а Греции была обещана большая часть южной половины страны. Договор оставил крошечное албанское государство, которое будет представлено Италией в её отношениях с другими крупными державами.

## Последствия
Политическая неразбериха в Албании продолжалась и после Первой мировой войны. В стране не было единого признанного правительства, и у албанцев были обоснованные опасения, что Италия, Королевство СХС и Греция лишат Албанию независимости и разделят страну. Итальянские войска контролировали политическую деятельность албанцев в оккупированных ими районах. Сербы, которые в значительной степени диктовали внешнюю политику Королевства СХС после Первой мировой войны, стремились захватить северную Албанию, а греки стремились контролировать южную Албанию.
В 1918 году сербская армия опустошила 150 деревень в долине Дрин на севере Албании. Была проведена серия массовых убийств в районах Подгор, Розай, Гьякова, Ругова, а также в Гусинье и Плаве с целью подавления местного движения сопротивления.
Президент США Вудро Вильсон вмешался, чтобы заблокировать Парижское соглашение. Соединенные Штаты подчеркнули свою поддержку независимости Албании, признав официального представителя Албании в Вашингтоне, округ Колумбия, а 17 декабря 1920 года Лига Наций признала суверенитет Албании, приняв ее в качестве полноправного члена. Границы страны, однако, оставались неурегулированными.
Тем временем итальянская армия была изгнана из Албании албанскими добровольческими силами во время войны во Влёре (июнь—сентябрь 1920 года). Нестабильности в стране пришел конец, когда парламент провозгласил Албанскую республику, передав диктаторские полномочия новому президенту Ахмету Зогу.